# Badmintonmeisterschaft von Hongkong 2016
Die Badmintonmeisterschaft von Hongkong des Jahres 2016 trug den vollständigen Namen Bank of China (Hong Kong) Hong Kong Annual Badminton Championships 2016 (chinesisch 2016 中銀香港全港羽毛球錦標賽).	

## Medaillengewinner
| Disziplin    | Gold                        | Silber                        | Bronze                                           |
| ------------ | --------------------------- | ----------------------------- | ------------------------------------------------ |
| Herreneinzel | Lee Cheuk Yiu               | Wong Wing Ki                  | Ng Ka Long                                       |
| Herreneinzel | Lee Cheuk Yiu               | Wong Wing Ki                  | Wei Nan                                          |
| Dameneinzel  | Cheung Ngan Yi              | Yip Pui Yin                   | Tsang Wing Chiu                                  |
| Dameneinzel  | Cheung Ngan Yi              | Yip Pui Yin                   | Cheung Ying Mei                                  |
| Herrendoppel | Tang Chun Man Or Chin Chung | Yeung Shing Choi Mak Hee Chun | Albertus Susanto Njoto Yohan Hadikusumo Wiratama |
| Herrendoppel | Tang Chun Man Or Chin Chung | Yeung Shing Choi Mak Hee Chun | Law Cheuk Him Chan Tsz Kit                       |
| Damendoppel  | Yuen Sin Ying Chan Tsz Ka   | Ng Tsz Yau Yeung Nga Ting     | -                                                |
| Mixed        | Lee Chun Hei Chau Hoi Wah   | Mak Hee Chun Tse Ying Suet    | Chang Tak Ching Ng Wing Yung                     |
| Mixed        | Lee Chun Hei Chau Hoi Wah   | Mak Hee Chun Tse Ying Suet    | Tang Chun Man Ng Tsz Yau                         |